# Derzhprom
Derzhprom (en ucraniano: Держпром) es un complejo de edificios representativo de la ciudad de Járkov (Ucrania). Fue construido entre 1925 y 1928 en sobrio estilo constructivista soviético.
Se encuentra ubicado en la plaza de la Libertad (o plaza Svobody), distrito de Dzerzhinski, de la ciudad ucraniana. Forma parte del conjunto de edificios que rodea la plaza, los otros dos edificios son: Дім Проектів Dim Proektiv (Casa Proyectos) y Дім Кооперації Dim Kooperatsii (Casa Cooperaciones), ambos sede de la Universidad Nacional de Járkov Vasyl Karazin.
Su nombre es una composición de las palabras ucranianas: Держава (Derzhava),  Estado, y промисловість (promyslovist), industria, es decir, Industria del Estado; de ahí que también sea conocido el edificio como Будинок Державної промисловості (Edificio de la Industria Estatal).

## Historia
En diciembre de 1917 Járkov se convirtió en la capital de la RSS de Ucrania (papel que mantuvo hasta 1934, cuando la capital fue trasladada a la ciudad de Kiev). Por este motivo se decidió dotar a la ciudad de una infraestructura acorde a su nuevo estatus, remodelando el plano urbano, ordenando calles, plazas y parques, y construyendo edificios para las nuevas administraciones. Es así como nace la idea de crear un complejo de edificios para albergar las distintas oficinas del sector industrial del Estado. En 1925 el Consejo Superior de Economía Nacional (por medio de su presidente, Félix Dzerzhinski) aprobó la construcción del complejo en los terrenos adyacentes a la plaza de la Libertad; el 21 de marzo se hizo público el concurso, al que se presentaron 19 proyectos. El proyecto elegido fue el de los arquitectos Serguéi Serafímov, Samuíl Kravets y Mark Felger. En junio de ese año se inician las obras de construcción bajo la dirección del ingeniero Pável Rottert. A pesar de las dificultades financieras, el edificio fue terminado en el tiempo récord de tres años: el 7 de noviembre de 1928 fue inaugurado oficialmente. Se convirtió en el edificio más alto de Europa, y pasó a ser conocido como el «primer rascacielos soviético».
Si bien, durante su fase de construcción en 1926 se le bautizó como Edificio Dzerzhinski (en honor a su principal promotor, Félix Dzerzhinski, fallecido ese año), tras su apertura se le cambió de nombre al de Edificio de la Industria Estatal, abreviado en ucraniano como Derzhprom.

### Utilización
El edificio fue explotado en sus primeros años como sede de diversas instituciones estatales: el Comisariado Nacional Soviético de Ucrania (Совет народных комиссаров УССР), la Comisión Estatal de Planificación (Держплан), el Consejo Superior Nacional de Presupuesto (Вища рада народного домогосподарства), los Comisariados Nacionales de Ucrania (Народні комісаріати України), así como las oficinas de diversas administraciones estatales del sector industrial: metalúrgicas, químicas, de construcción, etc., y empresas públicas como Коксобензил (Koksobenzyl), Хімвуголь (Jimvugol), Південсталь (Pivdenstal). Cuando en 1934 se traslada la capital a Kiev, las instituciones y oficinas allí establecidas deciden cambiar su sede a la nueva capital. El edificio es usado entonces por diversos comités ejecutivos del sóviet regional.
Antes de la retirada de la Wehrmacht en agosto de 1943, durante la llamada «limpia de Járkov», los alemanes incendian el edificio, que resulta parcialmente dañado. Las obras de reconstrucción se prolongaron hasta 1947. Entonces, el edificio albergó las oficinas de nuevos consorcios industriales públicos: Електромонтаж (Elektromontazh), Південьспецбуд (Pivdenspetsbud), Теплоенергомонтаж (Teploenergomontazh); una biblioteca técnico-científica, y el primer canal de televisión de la URSS (para el que en 1954 se instaló una antena de 45 m sobre el techo del edificio). 
Después de la independencia de Ucrania, las oficinas públicas alojadas en el edificio se transformaron en privadas o simplemente dejaron de existir, dejando el edificio casi sin uso. Además, el edificio estaba en muy mal estado. En 2001 se decidió restaurarlo, proceso que se prolongó hasta 2010. Hoy en día Derzhprom es el edificio de oficinas más grande de la ciudad y se alquila tanto para empresas públicas como privadas, u organizaciones.

## Descripción
El complejo es una conjunto irregular de edificios que, no obstante, se caracteriza por su simetría, solo interrumpida por la antena de televisión. Consta de tres partes: un cuerpo central y dos laterales, unidos por un sistema de pasadizos elevados. La parte del centro se compone de un bloque central y dos torres de 63 m (en una de estas se encuentra la antena de televisión). Cada una de las dos partes laterales del complejo está formada por tres bloques de diferente altura. El uso de hormigón armado y de pasadizos elevados hicieron del edificio una construcción extremadamente innovadora para su época.  
A continuación se describen las principales características técnicas del edificio:
- La máxima altura del complejo es de 63 m. Con la torre de televisión, agregada en 1955, se llega a los 108 m de altura total.
- El área de construcción es de 10.760 m², el área total de oficinas es de 60.000 m².
- Los edificios más altos tienen 11 plantas, los otros varían de 8 a 5.
- Las tres secciones del complejo se encuentran en solares separados, por eso el uso de pasadizos elevados para conectarlas. Las calles que separan el complejo son las de Romain Rolland (Ромена Роллана) y de Henri Barbusse (Анрі Барбюса).
- Los pasadizos elevados más largos miden 26 m y están ubicados en las plantas 3, 5 y 6.
- Cuenta con 12 ascensores, 7 de los cuales son originales que aún se encuentran en servicio.

## Reproducción conmemorativa

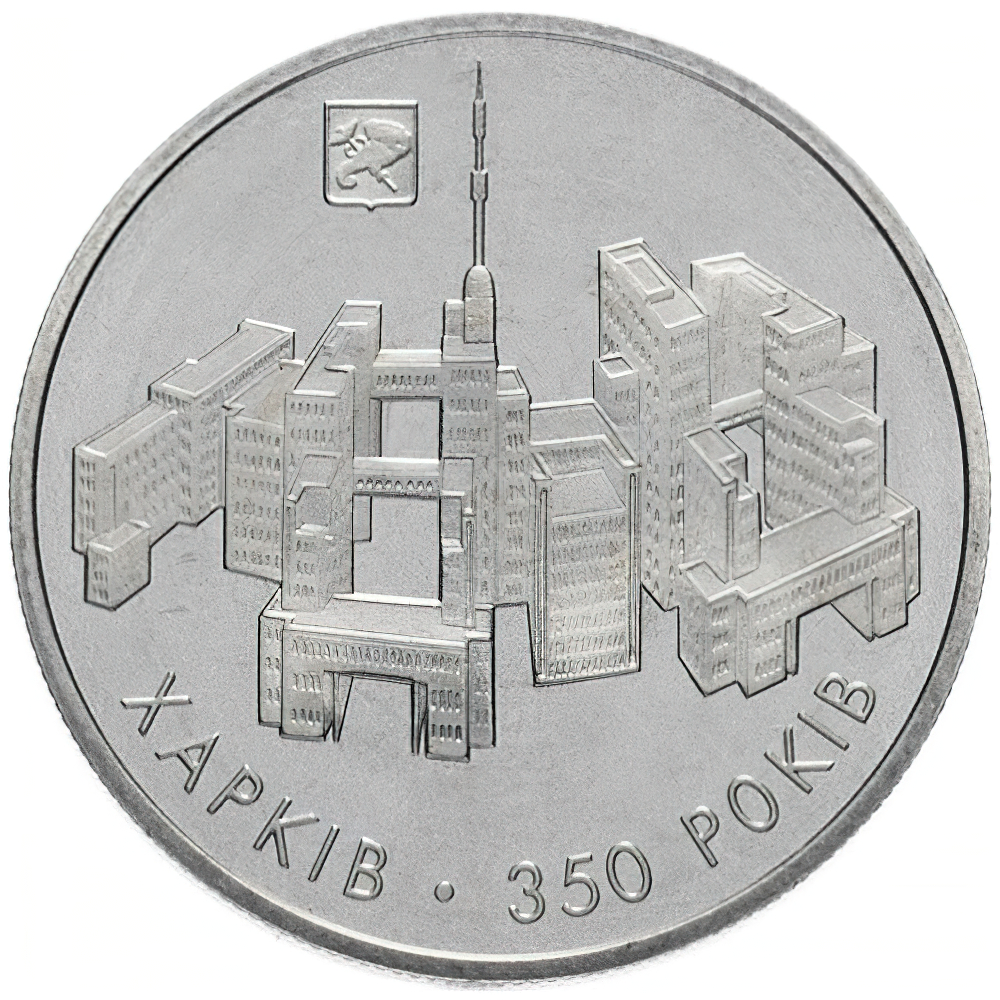
Moneda ucraniana de 5 UAH de 2004
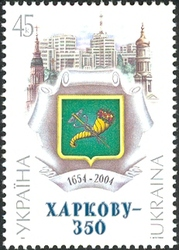
Sello ucraniano de 2004
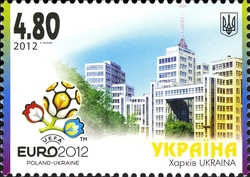
Sello ucraniano de 2012

- El reverso de la moneda conmemorativa de Ucrania de 5,00 UAH, acuñada el 1 de julio de 2004 en plata alemana (en el anverso se reproduce el campanario de la Catedral de la Asunción).
- El sello emitido por los Correos de Ucrania, Ukrposhta, el 20 de agosto de 2004 bajo el título «350 años de la ciudad de Járkov» con valor facial de 0,45 UAH (el sello muestra adicionalmente el escudo de Járkov).
- El sello emitido por los Correos de Ucrania el 28 de mayo de 2012 de la serie «UEFA EURO 2012 – Ciudades sedes» con valor facial de 4,80 UAH (el sello muestra además el logotipo de la Eurocopa).